# 佐藤耕一
佐藤 耕一（さとう こういち、1931年9月21日 - ）は、1950年代に活躍した日本の元ノルディック複合、スキージャンプ選手。北海道小樽市出身。

## 来歴
旧制小樽中学（現：北海道小樽潮陵高等学校）-明治大学卒業後、クロバー乳業入社。1958年会社合併により雪印乳業に移籍。
1956年コルチナ・ダンペッツオオリンピックでは2種目に出場、ノルディック複合で33位、ジャンプで39位の成績を残した。
1960年スコーバレーオリンピックではジャンプで22位。
1955年第33回全日本スキー選手権複合優勝。
1959年第37回全日本スキー選手権ジャンプ競技優勝。